# Vil han klare pynten?
Vil han klare pynten? er et maleri af Michael Ancher fra omkring 1880 og er et af de bedst kendte eksempler på skagensmalernes kunst. Maleriet er af særlig betydning, da Ancher solgte det til Christian IX af Danmark. Det skabte opmærksomhed om Skagen og dens kunstnere.

## Beskrivelse
Anchers interesse i det specifikke motiv kan ses af en skitse, han sendte i et brev til sin forlovede, Anna, i juli 1879. Det blev fulgt af yderligere skitser, herunder skitser af gruppen og de enkelte fiskere. Han afsluttede sin store version (63,5 x 79,5 cm) i 1879 og viste den på Charlottenborgs Forårsudstilling i 1880.
Maleriet var grund til Anchers berømmelse, da tre markante købere udtrykte interesse for at købe det: Københavns Kunstforeningen trak sit oprindelige tilbud, da Statens Museum for Kunst viste interesse, men de trak sig også, da kong Christian IX ønskede maleriet til sin private samling. Kongen var påvirket af sin hustru, Louise, som havde studeret tegning og blev undervist af danske malere som Wilhelm Marstrand. Kongen købte maleriet og det blev hængt op i parrets private spisestue på Amalienborg. Ancher modtog en så stor betaling for billedet, at han kunne gifte sig med Anna. Brylluppet blev fejret i Skagen den 18. august 1880.
Titlen var sandsynligvis inspireret af Holger Drachmanns novelle Vil han naa om Pynten? fra 1875. Tidligere skitser viser, at Ancher skildrede fiskerne ved Skagens Sydstrand, hvor der ikke er nogen pynt. Som på mange af Anchers billeder står fiskere, som peger eller slår alarm, og får betragteren til at forestille sig, hvad der vækker deres opmærksomhed. Maleriet er et af Anchers mange store malerier af Skagens fiskere. Det sidste maleri med det motiv er den druknede fra 1896, der hylder den heroiske Lars Kruse, der druknede i 1894. Det originale maleri tilhører stadig den kongelige samling og kan ses bag dronningen ved en nytårstale. Der er tre versioner, hvoraf den ene er på Skagens Museum.